# Thomas Jungbauer
Thomas Jungbauer (* 30. července 2005, Jarabacoa, Dominikánská republika) je dominikánský fotbalový obránce a mládežnický reprezentant. Od roku 2024 hraje za rakouský tým SV Ried.

## Kariéra
V mládežnických kategoriích prošel například Rakouským LASKEM, nebo Italským SPALEM. Od roku 2023 působil v jihočeském klubu SK Dynamo České Budějovice, než s ním v roce 2024 klub rozvázal smlouvu.
V říjnu téhož roku podepsal smlouvu s rakouským týmem SV Ried.
Má dominikánské a rakouské občanství.–